# Nueva Guinea Occidental
Nueva Guinea Occidental o también Papúa Occidental, es la denominación de la mitad oeste de la isla de Nueva Guinea e islas adyacentes en Oceanía, y actualmente forma parte de Indonesia. Está dividida desde 2022 en las provincias indonesias de Papúa, Papúa Central, Papúa Meridional, Papúa Occidental, Papúa Suroccidental y Papúa de las Tierras Altas. La mitad oriental de la isla es parte del estado independiente de Papúa Nueva Guinea.
Este territorio fue también conocido como Nueva Guinea Neerlandesa (entre 1895 y 1962), Nueva Guinea Occidental (1962-63), Irian Occidental (1963-73), Irian Jaya (1973-2001) y Papúa (2002-03), pero la mayoría de nativos lo llaman Papúa Occidental. El movimiento independentista OPM lo llama República de Papúa Occidental.
Fue incorporada al Estado de Indonesia en 1969, aunque este hecho fue muy controvertido y sigue siendo motivo de conflictos. Su ciudad más importante es Jayapura, llamada Port Numbai por los indígenas.

## Historia
Tras la autonomía de Países Bajos en 1959 (que ocupaba la provincia desde 1828), se eligió el Consejo de Nueva Guinea (Nieuw Guinea Raad), que asumió el cargo en 1961. Este Consejo creó una bandera, un himno y un emblema nacional.
Indonesia, que se había independizado de los Países Bajos en agosto de 1945, reclamaba que todas las antiguas posesiones coloniales neerlandesas en la región pasaran bajo su dominio. En los años 1960 el Partido Comunista de Indonesia, de creciente influencia en el país, utilizó esta reivindicación para ganarse el apoyo de la población. El gobierno indonesio pronto amenazó con la invasión de la isla gracias a la ayuda de la Unión Soviética y los holandeses se prepararon para ayudar a defender la isla, proclamando que había que respetar el derecho de autodeterminación del territorio.
El 19 de diciembre de 1961, aprovechando la invasión de India del entonces enclave portugués de Goa y la nula reacción de la comunidad internacional ante la ocupación de un territorio colonial que aspiraba a la independencia, Sukarno anunció que intervendría en el territorio. A mediados de enero se produce un intento de invasión por mar, rechazado por la marina holandesa. Hasta que se acabaron las hostilidades, Indonesia realizará infiltraciones de comandos por vía marítima y lanzando paracaidistas, que se internarán en la selva desde donde realizarán una guerra de guerrillas. Países Bajos reforzó la defensa del territorio enviando refuerzos hasta los 10 000 hombres incluso aumentó el servicio militar de los soldados allí destinados. En los combates murieron 7 soldados neerlandeses y se puede estimar en dos centenares de muertos los indonesios.
En el mismo tiempo, Estados Unidos patrocinó negociaciones entre Países Bajos e Indonesia, favoreciendo las apetencias de esta última, a fin de evitar su acercamiento a la Unión Soviética. Finalmente, en unas negociaciones donde el secretario general de la ONU, U Thant tuvo un importante protagonismo, se alcanzó un acuerdo conocido como el Acuerdo de Nueva York siendo firmado por los gobiernos indonesio y holandés el 15 de agosto de 1962. Para dar una apariencia de legitimidad al traspaso, Nueva Guinea Occidental quedaba bajo administración de un organismo de la ONU creado ex profeso, la Autoridad Ejecutiva Provisional de las Naciones Unidas o UNTEA (United Nations Temporary Executive Authority) del 1 de octubre de 1962 al 1 de mayo de 1963, fecha en la que la UNTEA transfirió la administración de Nueva Guinea Occidental a Indonesia que le dio el nombre de Irian Jaya. Durante este tiempo se desplegó una policía bajo mandato de la ONU formada por soldados de India cuyo coste fue asumido a partes iguales por Países Bajos e Indonesia.
Si bien la UNTEA había recomendado en un principio que se sometiera a votación la anexión para respetar el derecho a la autodeterminación del pueblo papú, tal votación popular nunca tuvo lugar. En su lugar, en 1969 el presidente indonesio Suharto mandó seleccionar a 1054 jefes locales que aprobaron el Acta de Libre Elección (Act of Free Choice).
Tras la completa anexión por parte de Indonesia en 1969, y sobre todo bajo el gobierno del Presidente Suharto, los habitantes de la región sufrieron una fuerte represión, lo que produjo quejas y denuncias de las ONG de derechos humanos. Desde 1965, el Movimiento Papúa Libre (Organisasi Papua Merdeka, OPM) lucha por la independencia de Nueva Guinea Occidental a la que llama Papúa Occidental (que no se debe confundir con la actual provincia indonesia de Papúa Occidental que cubre solo el extremo oeste de Nueva Guinea Occidental). No fue hasta 2001, durante el periodo llamado Reformasi (o periodo post-Suharto) que Nueva Guinea Occidental obtuvo una autonomía regional, aunque aún no se haya llegado a implantar casi ninguno de los planes de autonomía.
En 2003, el gobierno indonesio decidió separar la provincia en tres provincias menores: Provincia de Papúa, Irian Jaya Central e Irian Jaya Occidental. La provincia de Irian Jaya Occidental se formó finalmente el 6 de febrero de 2006 y cambió su nombre un año después por el de Provincia de Papúa Occidental.

## Geografía
La mayor parte de la isla de Nueva Guinea está ocupada por una cordillera montañosa central, de más de 1600 km de largo, que la recorre en sentido longitudinal, de este a oeste. La parte occidental de la cordillera tiene 600 km de largo por 100 km de ancho, y culmina en el Monte Jaya (conocido también como Monte Carstensz o Pirámide de Carstensz), de 4.884  de altitud. Es el punto más alto de Indonesia y convierte la isla de Nueva Guinea en la isla de mayor altitud del mundo. En su entorno quedan algunos glaciares, en grave retroceso. En el valle Baliem, que atraviesa una alta meseta de 1600 m de altitud, vive el pueblo dani, uno de los principales grupos étnicos de Nueva Guinea Occidental. Los flancos de la cordillera están cubiertos de una densa selva tropical, cuya línea arbolada se sitúa en torno a los 4.000 m. La selva tropical también cubre los macizos de 1000-2000 m de altitud que se extienden al norte y al oeste de la cordillera principal. El clima es muy cálido y húmedo todo el año.
La parte sureste del país está formada por amplios humedales de poca altitud, que se extienden sobre centenares de kilómetros. Se componen de un mosaico de ecosistemas como manglares, selvas intermareales y selvas pantanosas de agua dulce. Esta región está habitada por los asmats, un pueblo de pescadores y recolectores.
Al norte de la isla, se encuentra otra vasta llanura pantanosa recorrida por numerosos ríos y con grandes lagos. Allí se encuentra el delta del río Mamberamo, el más ancho y largo del país. Nueva Guinea Occidental tiene 40 ríos de gran tamaño, 12 grandes lagos y 40 islas.
La frontera con Papúa Nueva Guinea corta la isla de norte a sur según la línea de longitud 141° E, excepto en un pequeño tramo que coincide con el curso del río Fly.
Los principales islas de esta región son las islas Raja Ampat, el archipiélago Schouten, Yapen y Yos Sudarso.

## Demografía
Se estimaba que la población de la región era de 5.601.888 a mediados de 2022. El interior está poblado predominantemente por los papúes, mientras que las ciudades costeras están habitadas por descendientes de matrimonios mixtos entre papúes, melanesios y austronesios, así como otros grupos étnicos indonesios. El Programa de Transmigración también ha contribuido a que gente de todas las etnias de Indonesia se hayan instalado en las regiones costeras.
La región alberga alrededor de 312 tribus diferentes, entre ellos algunos pueblos no contactados. Los dani, del Valle de Baliem, son una de las tribus más nutridas de la región. Los manikom y los hatam habitan la zona de los Lagos Anggi, y los kanum y los marind son de cerca de Merauke. Los asmats seminómadas habitan en las tierras de manglares y en los ríos cerca de Agats y son famosos por su tallado en madera. Otras tribus son los amungmes, los bauzis, los biaks (o byak), los korowais, los lanis, los meee, los meks, los sawis y los yalis. Las estimaciones sobre el número de lenguas distintas que se hablan en la región oscilan entre 200 y 700. Por desgracia, varias de estas lenguas están desapareciendo constantemente.
Como en Papúa Nueva Guinea y algunas provincias circundantes del este de Indonesia, una gran mayoría de la población es cristiana. En el censo de 2010, el 65,48% se identificó como protestante, el 17,67% como católico, el 15,89% como musulmán y menos del 1% como hindú o budista.

## Economía
Nueva Guinea Occidental dispone de importantes recursos naturales y mineros. La mayoría de la población aborigen vive en valles tropicales de difícil acceso donde practican una agricultura de subsistencia. Grandes plantaciones de palma aceitera, de nuez moscada y de cacao ocupan la mayor parte de las tierras costeras cultivables.
El subsuelo de la península de Doberai contiene grandes yacimientos de petróleo. Las explotaciones petrolíferas de Wasian y de Mogoi están conectadas por oleoducto a la ciudad de Steenkool, y los yacimientos de Klamono y Klamumuk tienen oleoductos hasta Sorong. La provincia de Papúa Occidental cuenta también con numerosas minas, como las minas de níquel de la isla de Waigeo y minas de cobalto. Las minas de cobre y oro de la provincia de Papúa cuentan entre las más productivas del mundo. A proximidad del Monte Jaya, la mina Grasberg es la primera mina de oro y tercera mina de cobre del mundo. Explotada mayoritariamente por la compañía minera estadounidense Freeport McMoran Copper & Gold Inc., su impacto sobre la economía es enorme: sus ingresos representan el 2% del producto interno bruto de Indonesia y la mitad de la economía de Nueva Guinea Occidental.